# V5-motor
V5 er en motortype med to rækker, med 3 cylindre i den ene og 2 i den anden.
Motoren blev af Folkevogn introduceret i 1996 i Volkswagen Passat, og blev i 1999 indført i Seat Toledo. I 2000 fik den 4 ventiler pr. cylinder.
Denne motortype er uhyre sjælden, og er i dens korte "levetid" kun blevet brugt af Folkevogn og SEAT i følgende modeller:

## Folkevogn
- Golf IV 2,3 VR5, 2324 cm3, 2 ventiler pr. cylinder, 110 kW (150 HK), 205 Nm (kode: AGZ) (1997-2000)
- Golf IV 2,3 V5, 2324 cm3, 4 ventiler pr. cylinder, 125 kW (170 HK), 220 Nm (kode: AQN) (2000-2003)
- Bora 2,3 VR5, 2324 cm3, 2 ventiler pr. cylinder, 110 kW (150 hk), 205 Nm (kode: AGZ) (1998-2000)
- Bora 2,3 V5, 2324 cm3, 4 ventiler pr. cylinder, 125 kW (170 hk), 220 Nm (kode: AQN) (2000-2005)
- Passat 3B 2,3 VR5, 2324 cm3, 2 ventiler pr. cylinder, 110 kW (150 HK), 205 Nm (kode: AGZ) (1996-2000)
- Passat 3BG 2,3 V5, 2324 cm3, 4 ventiler pr. cylinder, 125 kW (170 hk), 220 Nm (kode: AZX) (2000-2005)

## Seat
- Toledo 2,3 VR5, 2324 cm3, 2 ventiler pr. cylinder, 110 kW (150 hk), 205 Nm (kode: AGZ) (1999-2000)
- Toledo 2,3 V5, 2324 cm3, 4 ventiler pr. cylinder, 125 kW (170 hk), 220 Nm (kode: AQN) (2000-2005)